# Maurice Anthony Biot
Maurice Anthony Biot (* 25. Mai 1905 in Antwerpen; † 12. September 1985 in New York) war ein belgisch-US-amerikanischer Physiker und Begründer der Mechanik poröser Medien.

## Leben
Er studierte an der Katholischen Universität Löwen (Philosophie, Bergbauingenieur und Elektrotechnik, in denen er jeweils Abschlüsse machte) und am California Institute of Technology, wo er 1932 bei Theodore von Kármán in Aeronautical Science promoviert wurde. Später lehrte er an der Harvard University (1934–35), der Katholischen Universität Löwen (1935–37), der Columbia University (1937–45) und an der Brown University (1946–50). Während des Zweiten Weltkrieges arbeitete er als Lt. Cdr. für die US Navy. Er leitete die Abteilung für Strukturmechanik und entwickelte eine aerodynamische Theorie der Flügelschwingungen von Flugzeugen, die auch zu Design-Verbesserungen führte.
Nach seiner Zeit an der Brown University arbeitete er als unabhängiger wissenschaftlicher Berater und war unter anderem mit Shell und dem Aerodynamik Labor der Cornell University verbunden.
Biot ist Preisträger der Timoschenko-Medaille des Jahres 1962. Im selben Jahr wurde er in die American Academy of Arts and Sciences gewählt. Im Dezember 1966 wurde er als assoziiertes Mitglied in die Académie royale des Sciences, des Lettres et des Beaux-Arts de Belgique aufgenommen.
In der Bodenmechanik entwickelte er 1941 eine dreidimensionale Theorie der Konsolidierung, nachdem Karl von Terzaghi vorher den eindimensionalen Fall behandelt hatte. 1956 beschrieb er auch Wellenausbreitung in Flüssigkeiten in porösen Medien.
Ihm zu Ehren vergibt die ASCE die Maurice A. Biot Medal.

## Schriften
- mit von Karman Mathematical methods in engineering – an introduction to the mathematical treatment of engineering problems, McGraw Hill 1940
- Ivan Tolstoy (Herausgeber): Acoustics, Elasticity and Thermodynamics of Porous Media. 21 Papers, Acoustical Society of America 1992 (Ausgewählte Aufsätze von Biot)
- Variational Principles in heat transfer: a unified Lagrangian analysis of dissipative phenomena, Oxford University Press 1970
- Mechanics of incremental deformations: theory of elasticity and viscoelasticity of initially stressed solids and fluids, including thermodynamic foundations and applications to finite strain, Wiley 1965

## Weblink
- Gedenkseite für Maurice Anthony Biot (englisch)